# Древес, Мартин
Ма́ртин Дре́вес (нем. Martin Drewes; 20 октября 1918, Лобмахтересен-на-Брауншвейге, герцогство Брауншвейг — 13 октября 2013, Блуменау, Бразилия) — немецкий пилот-ас ночных истребительных частей люфтваффе Второй мировой войны, майор. За годы войны одержал 52 воздушные победы, в том числе 43 — ночью. Совершил 235 воздушных вылетов. Летал на различных модификациях «Messerschmitt Bf.110».

## Ранние годы
Мартин родился 20 октября 1918 года в маленькой деревушке Лобмахтересен-на-Брауншвейге (нем. Lobmachtersen-bei-Braunschweig), расположенной неподалёку от Ганновера. Отец Древеса был местным аптекарем.

## Военная карьера

### Вторая мировая война
2 ноября 1937 года будущий ас поступил на военную службу — первой его частью стал 6-й танковый полк 6-й танковой дивизии вермахта, базировавшийся в городе Нойруппин. Менее чем через год Древес был отправлен на обучение в офицерскую военную школу в Мюнхене, по окончании которой 8 января 1939 года, получив погоны лейтенанта, Мартин попросил командование отправить его на службу в люфтваффе. Пожелание было удовлетворено, и уже в июле 1939 года Древес окончил курсы лётной подготовки. В феврале 1941 года Мартин был зачислен в ряды второй группы эскадры ZG 76, которая в то время осуществляла патрулирующие вылеты над Северным морем.
В мае того же года разразилась англо-иракская война. Руководство Третьего рейха, желая поддержать противников Великобритании, сформировало соединение «Авиакомандование Ирак» (нем. Fliegerführer Irak), под чьим началом образовало авиационные части для участия в конфликте на стороне сил Рашида Али. Эти подразделения насчитывали по одной эскадрилье «Heinkel He 111» (4-я эскадрилья KG 4) и «Messerschmitt Bf 110» (4-я эскадрилья ZG 76, в которой и служил Древес), 12 транспортных самолётов «Junkers Ju 90». 20 мая Мартин одержал свою первую воздушную победу, сбив в ближневосточном небе английский истребитель «Gloster Gladiator». Этот успех был отмечен командованием люфтваффе — через шесть дней пилот был награждён Железным крестом 2-го класса. 26 мая британские самолёты при налёте на Мосул на земле уничтожили практически все «Bf-110» люфтваффе, поэтому на следующий день Древес и его товарищи по ZG 76 были вынужденно эвакуированы из Ирака. По возвращении подразделение Мартина вернулось к патрулирующим полётам над Северным морем. До ноября лётчик совершил ещё 88 боевых вылетов, в которых дважды сбивал самолёты противника. 1 ноября 1941 года ZG 76 была преобразована в эскадру ночной истребительной авиации и сменила название на «Nachtgeschwader 3» (NJG 3). Древес в тот же день получил погоны обер-лейтенанта и переведён в третью группу эскадры под командование легендарного Гельмута Лента. Там же он и прошёл специальную подготовку ночного пилота-истребителя.
В январе 1942 года группа поменяла место дислокации, перебравшись из Штутгарта в Гамбург для защиты этого города от участившихся ночных налётов английских бомбардировщиков. Весной того же года Древес со своей эскадрой принял участие в операции «Цербер» — NJG 3 осуществляла воздушную поддержку передислокации немецких линкоров «Scharnhorst», «Gneisenau» и тяжелого крейсера «Prinz Eugen» из Бреста в Германию.
В августе 1943 года Мартин был переведён в NJG 1, где был назначен командиром 7-й эскадрильи. Вечером 3 октября «Bf-110» Древеса во время атаки был сбит бортстрелком британского «Стирлинга». По приказу командира радиооператор и бортстрелок выпрыгнули на парашютах, а у Древеса заклинило створку фонаря, и он не смог покинуть горящий самолет. До земли оставалось не более 800 метров, и Мартину ничего не оставалось, как попытаться совершить посадку. На скорости 380 километров в час он приземлился прямо в саду, растущем на склоне холма. Правое крыло «Мессершмитта» от удара о дерево оторвало, при этом правый двигатель перелетел через фюзеляж и врезался в левое крыло, фюзеляж был разорван в нескольких местах. Древесу через боковое окно удалось выбраться из кабины, при этом один из его меховых летных сапог застрял, и ему пришлось просто выдернуть ногу из него. Мартин успел отбежать на двадцать метров, и тут самолет взорвался. Несмотря на такую авиакатастрофу, единственными повреждениями лётчика оказались ушибы руки, которой он в момент приземления закрывал лицо, и небольшой синяк на лбу.
К весне 1944 года Древес имел на своём счету 31 воздушную победу, в том числе в феврале 1944 года ас в ходе двух вылетов сбивал по семь и пять самолётов противника, соответственно. 24 февраля за свои успехи Мартин был награждён Немецким крестом в золоте. 7 марта истребитель получил новое назначение — командир 3-й группы NJG 1. Через два месяца асу было присвоено звание гауптмана. В это время его адъютантом становится будущий президент ФРГ Вальтер Шеель.
27 июля 1944 года Древес был удостоен Рыцарского креста, на этот момент Мартин имел в своём активе 48 сбитых самолётов противника. 1 декабря того же года пилот-истребитель был повышен до майора. После 52-й воздушной победы, которую Древес одержал в апреле 1945 года, Мартин получил Дубовые Листья к своему Рыцарскому кресту. Церемония чествования прошла 17 апреля, и награду пилот получил из рук прославленного немецкого аса штурмовой авиации люфтваффе Ганса-Ульриха Руделя.
Всего за годы войны Древес совершил 235 боевых вылетов, в которых «отправил к земле» 52 самолёта противника (из них 50 4-моторных бомбардировщиков).

### Список воздушных побед Древеса
| Тип самолёта                | Количество побед |
| --------------------------- | ---------------- |
| Avro Lancaster              | 33               |
| Handley Page Halifax        | 9                |
| Boeing B-17 Flying Fortress | 6                |
| Consolidated B-24 Liberator | 1                |
| Short Stirling              | 1                |
| Supermarine Spitfire        | 1                |
| Gloster Gladiator           | 1                |
| Всего                       | 52               |

### Конец войны и плен
Древес со своими товарищами сдался в плен английским войскам 5 мая 1945 года на аэродроме близ немецкого города Хузум. После того, как Мартин провёл чуть более полутора лет в различных лагерях для военнопленных, в феврале 1947 года он был отпущен на свободу.

### Награды
- Немецкий крест в золоте (24 мая 1943 года)
- Почётный Кубок люфтваффе (1 мая 1944 года)
- Железный крест (1939) 2-го и 1-го класса
- Рыцарский крест с Дубовыми Листьями
  - Рыцарский крест (27 июля 1944 года) — гауптман, командир 3-й группы NJG 1[7]
  - Дубовые Листья (№ 839) (17 апреля 1945 года) — майор, командир 3-й группы NJG 1[7]

## Жизнь после войны
20 августа 1949 года Древес пересёк Атлантический океан на немецком торговом корабле «Северный Король» (нем. North King), причалившем в порту столицы Бразилии — Рио-де-Жанейро. В южноамериканской стране Мартин попросил политического убежища, и оно незамедлительно было предоставлено прославленному лётчику.
С 1950 по 1951 год Древес работал в качестве пилота гражданской авиации на рейсах, связывающих Рио-де-Жанейро с будущей столицей страны — городом Бразилиа. Затем около 20 лет Мартин занимал должность управляющего директора на заводе по сборке немецких автомобилей «Volkswagen» в Сан-Паулу. После выхода в отставку бывший ас остался в этом городе на юго-востоке Бразилии, где и проживал со своей женой Дульсе вплоть до своей кончины в 2013 году.

## Цитаты
Первой жертвой войны является правда. Посему все последующие её факты будут учитываться и оцениваться только с точки зрения победителя.
В настоящее время прогресс ушёл далеко вперёд со времён войны — оружие стало более смертоносным, его скорости возросли. Улучшенные самолёты предполагают множество новых возможностей для атаки или обороны. Но лишь одно не изменилось — пилот как тогда, так и сейчас, просто обязан обладать «быстрой» головой, моментально оценивать ситуацию и так же моментально принимать решения.